# Steve Lopez
Pour les articles homonymes, voir Lopez.
Steve Lopez, né Steven M. Lopez en 1953 à Pittsburg, en Californie, est un romancier et journaliste américain, chroniqueur au Los Angeles Times depuis 2001, et auteur de roman policier.

## Biographie
Il est né de parents d'immigrants espagnols et italiens.
Il fait ses études supérieures à l'Université d'État de San José, en Californie, avant de devenir journaliste et chroniqueur au groupe de presse Time Inc. Il écrit des articles pour différents journaux comme Time, Life, Entertainment Weekly et Sports Illustrated, mais aussi pour The Philadelphia Inquirer, San Jose Mercury News et Oakland Tribune. Depuis 2001, il est chroniqueur au Los Angeles Times. 
En tant que journaliste, de nombreuses distinctions viennent couronnées ses chroniques et ses reportages (H. L. Mencken Writing Award, Ernie Pyle Award for Human Interest Writing, National Headliners Award for Column Writing, en 2008, le Prix du président du Club de Presse de Los Angeles). 
En littérature, il fait paraître des romans policiers. Silhouette de morts (Third and Indiana (en), 1994), son tout premier, a pour sujet les gangs de rue dans un quartier de Philadelphie en Pennsylvanie, à l'intersection de Third Street et Indiana Avenue, d'où le titre. Le Club des Macaronis (The Sunday Macaroni Club, 1997) est un roman policier humoristique ayant pour thème la corruption des politiciens locaux à Philadelphie que cherchent à combattre des policiers intègres et déterminés. Plus conventionnel, In the Clear (2002) est un thriller situé dans une petite ville du New Jersey près d'Atlantic City.

## Œuvre

### Romans
- Third and Indiana (1994) Publié en français sous le titre Silhouettes de morts, traduit par Nicolas Richard, Paris, J'ai Lu-La Martingale, 1995  (ISBN 2-277-37060-6)
- The Sunday Macaroni Club (1997) Publié en français sous le titre Le Club des Macaronis, traduit par Nathalie Mège, Paris/Monaco, Édition Le Rocher, 2000  (ISBN 2-268-03805-X) ; réédition, Paris, Rivages, coll. « Rivages/Noir » no 533 2004  (ISBN 2-7436-1315-7)
- In the Clear (2002)

### Autres publications
- Land of Giants: Where No Good Deed Goes Unpunished (1995), recueil de chroniques journalistiques
- The Soloist  (2008-2009). Ses articles sur sa relation improbable à Los Angeles avec Nathaniel Ayers, violoncelliste noir virtuose, clochard et schizophrène, ont servi de base du film de Joe Wright Le Soliste dans lequel Robert Downey Jr. interprète le rôle de Steve Lopez alors que le rôle du musicien est tenu par Jamie Foxx[3]. Le film a été tourné en 2008 et est sorti en France en décembre 2009. Steve Lopez a regroupé ses chroniques et publié en octobre 2008 The Soloist: A Lost Dream, an Unlikely Friendship, and the Redemptive Power of Music (Le soliste : Un rêve perdu, une improbable amitié, et la puissance rédemptrice de la musique).
- Dreams and Schemes: My Decade of Fun in the Sun (2010)

## Adaptation
- 2009 : Le Soliste (The Soloist), film américain réalisé par Joe Wright, adaptation de la série d'articles publiée sous le titre The Soloist, avec Robert Downey Jr. dans le rôle de Steve Lopez, Jamie Foxx et Catherine Keener